# Nyerereïta
La nyerereïta és un mineral de la classe dels carbonats. Rep el seu nom en honor de Julius Kambarage Nyerere (1964-1985), president de Tanganyika (després Tanzània). La descripció original contenia només un nom i la seva composició.

## Característiques
La nyerereïta és un carbonat de fórmula química Na₂Ca(CO₃)₂. Va ser aprovada com a espècie vàlida per l'Associació Mineralògica Internacional l'any 1963. Cristal·litza en el sistema ortoròmbic. És un mineral isostructural amb la zemkorita.
Segons la classificació de Nickel-Strunz, la nyerereïta pertany a «05.AC: Carbonats sense anions addicionals, sense H₂O: carbonats alcalins i alcalinoterris» juntament amb els següents minerals: eitelita, zemkorita, bütschliïta, fairchildita, shortita, burbankita, calcioburbankita, khanneshita i sanromanita.

## Formació i jaciments
Va ser descoberta l'any 1963 al mont Oldoinyo Lengai, a la regió d'Arusha, a Tanzània. Aquesta espècie també ha estat trobada al volcà Kerimasi, també a Tanzània, al riu Sorriso (Mato Grosso, Brasil), a Braubach (Renània-Palatinat, Alemanya), a Melfi (Basilicata, Itàlia), al volcà Tinderet (Kenya) i en diversos jaciments a Rússia.